# Sitobion alopecuri
Sitobion alopecuri är en insektsart som först beskrevs av Takahashi, R. 1921.  Sitobion alopecuri ingår i släktet Sitobion och familjen långrörsbladlöss. Inga underarter finns listade i Catalogue of Life.